# توني لامب
توني لامب (بالإنجليزية: Tony Lamb)‏ هو صيدلي وسياسي أسترالي، ولد في 7 مارس 1939 في هورشام في أستراليا. حزبياً، نشط في حزب العمال الأسترالي. وقد انتخب عضو مجلس النواب الأسترالي عن دائرة Division of Streeton ‏ (1 ديسمبر 1984 – 24 مارس 1990) وانتخب عضو مجلس النواب الأسترالي عن دائرة Division of La Trobe ‏ (2 ديسمبر 1972 – 13 ديسمبر 1975).